# Voyage
Voyage е последният албум на култовата група АББА. Той съдържа 10 песни с обща продължителност от 37 минути и 9 секунди. Издаден е на 5 ноември 2021 г. В него са включени  песните "I Still Have Faith In You", "When You Danced With Me", "Little Things", "Don't Shut Me Down", както и други. Албумът може да се намери в YouTube и в други платформи за видео или аудио споделяне.